# Adolf Schmid von Schmidsfelden
Adolf Schmid von Schmidsfelden (* 18. April 1859 in Kirchberg am Wechsel; † 13. Jänner 1917 in Lilienfeld) war ein österreichischer Industrieller aus der Adelsfamilie Schmid von Schmidsfelden.

## Leben
Adolf Schmid von Schmidsfelden studierte von 1878 bis 1882 Bergingenieurswesen an der Montanistischen Hochschule Leoben und leitete danach den Bau der Stephaniebrücke über den Donaukanal in Wien, im Anschluss war er für den Bau eines Teilabschnittes der Eisenbahnstrecke von Rijeka nach Karlovac verantwortlich.
Nach einem Jahr kaufmännischer Praxis in Istanbul trat er 1888 gemeinsam mit seinem Bruder August in die väterliche Firma M. Schmid OGH in Wilhelmsburg ein. Adolf Schmid von Schmidsfelden leitete von 1896 bis 1899 das Stahlwerk in Zenica, das er auch projektiert hatte. Er war auf Lebenszeit geschäftsführender Verwaltungsrat und hatte die Oberleitung inne.
Im Ersten Weltkrieg errichtete er gemeinsam mit seinem Bruder August Schmid von Schmidsfelden der Ältere ein Privatlazarett ein.

## Familie
Er war der Bruder von August Schmid von Schmidsfelden dem Älteren und der Sohn von Moriz Schmid von Schmidsfelden. Adolf Schmid von Schmidsfelden heiratete 1889 Ilonka Schmid von Schmidsfelden, aus dieser Ehe entsprang unter anderem sein Sohn August Schmid von Schmidsfelden der Jüngere.